# Vláknocement

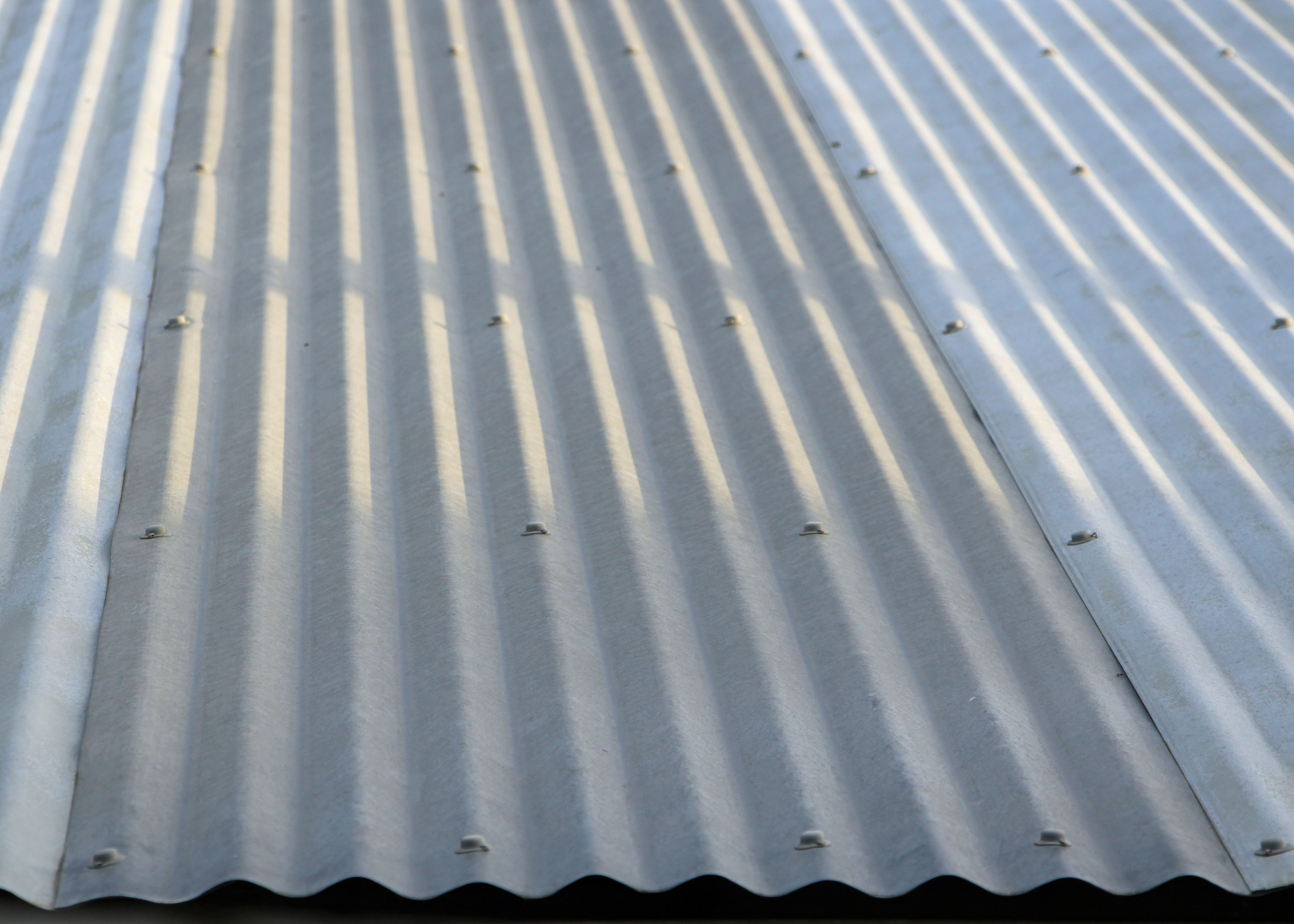
Vlnitá střecha z vláknocementu ve viktoriánském stylu

Vláknocement je ohnivzdorný stavební materiál používaný zejména na střechy a fasády budov. Jde o kompozitní materiál z cementu s vláknitou výztuží. Vyrábí se ve formě desek a panelů. Obchodován je pod různými názvy, nejznámější je Eternit, další názvy jsou Beronit, Cembalit, Cembrit, Lignát…
Jiný materiál je vláknový beton (beton s rozptýlenou výztuží), který se používá podobně jako běžný beton, obsahuje však navíc ocelové drátky, případně skelná, minerální nebo polymerová vlákna pro zlepšení mechanických vlastností.

## Základní suroviny
Základním materiálem pro výrobu vláknocementových výrobků je portlandský cement. Jako vláknitá výztuž je používána nebělená buničina (celulóza), případně i jiné vláknité materiály, například skelná a polymerová vlákna. Někteří výrobci přidávají další přísady, například vodní sklo, písek nebo vápno. Tradičním vláknitým materiálem byl azbest, od jeho používání se postupně v osmdesátých až devadesátých letech 20. století upustilo kvůli zdravotnímu riziku, které představují uvolněná azbestová vlákna.
Vláknocementové desky se používají nejčastěji jako střešní krytina a pro obložení fasád. Používají se však i jako výplň zábradlí balkónů a lodžií, pro výstavbu zahradních domků a chatek nebo jako obruba záhonů. Z vláknocementových desek lze vyrobit kompletní schodiště. Jsou lehké a na tlak pevné. Neupravený povrch bývá šedý, jsou však dodávány v široké paletě barev.

## Hlavní vlastnosti
- zvuková izolace
- odolnost proti vlhkosti
- zdravotní nezávadnost

Objemová hmotnost se pohybuje cca mezi 300 a 1200 kg/m³.
Součinitel tepelné vodivosti se v závislosti na objemové hmotnosti pohybuje v rozmezí od 0,11 do 0,40 W/m·K.
Vláknocementové desky byly v minulosti vyráběny někdy i s použitím azbestových vláken (osinek). Azbestová vlákna, která se při manipulaci a hlavně narušení povrchu materiálu uvolňují, se po jejich vdechnutí mohou dostat až do plic a vyvolat tak silné dráždění, čímž vznikají vážná plicní onemocnění. Negativní účinky azbestu na organismus spočívají v mechanickém dráždění citlivých tkání, především dýchacích orgánů (hrtan, plíce).[zdroj?] Onemocnění z azbestu, zejména různé druhy rakoviny, se může projevit až po dlouhé době (až desítky let) po kontaktu s azbestem. Azbest je látka vysoce karcinogenní - stupeň 1.
Ke spolehlivému zjištění přítomnosti azbestu v deskách je třeba provést materiálovou analýzu.
Při odstraňování stavebních materiálů obsahující azbest je nutno postupovat podle zákona č. 185/2001 Sb. - zákon o odpadech! Odstranění a likvidaci výrobků obsahujících azbest musí provádět specializované firmy bezpečnými technologickými postupy, které zamezují uvolňování azbestových částic do prostředí. Toto odstranění je velice nákladné.[zdroj?]

## Podobné materiály
- Eternit – registrovaná ochranná známka pro vláknocement jednoho výrobce, v češtině zároveň zobecnělé vlastní jméno označující vláknocement obecně; v minulosti obsahoval pouze azbest a cement
- Desky z dřevité vlny (heraklit) – kompozitní materiál z dřevité vlny a cementu používaný jako tepelná a protihluková izolace, neobsahuje azbest
- Vláknový beton - beton vyztužený rozptýlenou vláknitou výztuží (drátkobeton, vláknobeton)
- Umakart - vláknitý kompozit, namísto cementu obsahuje jako pojivo termosetovou pryskyřici, použití v interiéru